# Балса-Нова
Балса-Нова (порт. Balsa Nova) — муниципалитет в Бразилии, входит в штат Парана. Составная часть мезорегиона Агломерация Куритиба. Входит в экономико-статистический микрорегион Куритиба. Население составляет 11 583 человека на 2006 год. Занимает площадь 396,914 км². Плотность населения — 29,2 чел./км².
Праздник города — 25 января.

## История
Город основан 4 ноября 1961 года.

## Статистика
- Валовой внутренний продукт составляет 198 206 399,00 реалов (данные: Бразильский институт географии и статистики, на 2003 год).
- Валовой внутренний продукт на душу населения составляет 17 682,79 реалов (данные: Бразильский институт географии и статистики, на 2003 год).
- Индекс развития человеческого потенциала составляет 0,781 (данные: Программа развития ООН, на 2000 год).

## География
Климат местности: субтропический. В соответствии с классификацией Кёппена, климат относится к категории Cfb.